# نهادهای حاکم بر ورزش

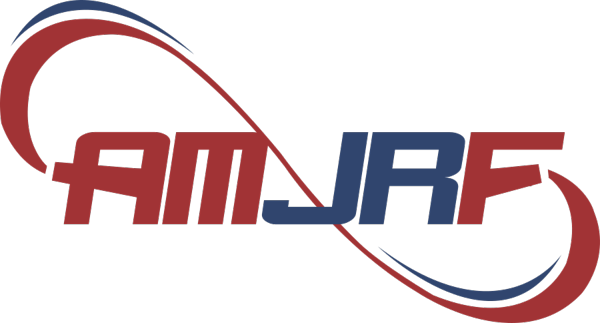
تصویری از نهادهای حاکم بر ورزش

نهادهای حاکم بر ورزش که اغلب با نام فدراسیون شناخته می‌شوند، به نهادهایی گفته می‌شود که وظایف قانون گذاری، نظارتی یا تحریمی ورزشکاران، تیم‌ها و فدراسیون‌ها را بر عهده دارند. ترویج رشته‌های ورزشی در جهان از دیگر اهداف این سازمان‌ها است. فدراسیون‌های ورزشی بر اساس ورزش‌های تحت نظارت یا منطقه جغرافیایی تحت مدیریت به فدراسیون‌های بین‌المللی، منطقه‌ای و ملی دسته‌بندی می‌شوند. در اغلب موارد ارگان‌های ملی تا حد زیادی باید به نهادهای بین‌المللی برای همان ورزش وابسته باشند. با این حال برخی دیدگاه‌های حقوقی ماهیت این سازمان‌ها را مانع حاکمیت دولت‌ها دانسته‌اند. این فدراسیون‌ها اغلب در اتحادیه جهانی فدراسیون‌های ورزشی بین‌المللی عضویت دارند. موضوع فدراسیون‌های جهانی ورزشی اغلب در حقوق بین‌الملل دولتی مورد تحقیق قرار می‌گیرد. مقر حدود ۳۰ فدراسیون بین‌المللی ورزشی در سوئیس قرار دارد که دستکم ۲۰ فدراسیون در منطقه لوزان، جایی که کمیته بین المللی المپیک در آن واقع شده است، مستقر هستند.

## انواع نهادهای حاکم بر ورزش
هر ورزشی دارای یک نهاد حاکم متفاوت است که می‌تواند نحوه عملکرد ورزش را از طریق باشگاه‌ها و جوامع وابسته به آن بررسی کند. این سازمان‌ها اشکال مختلفی دارند و دارای وظایف نظارتی متنوعی هستند،  اقدامات انضباطی برای نقض قوانین، تصمیم‌گیری در مورد تغییر قوانین در ورزش تحت نظارت از مهم‌ترین کارویژه‌های این سازمان‌ها است. این نهادها ممکن است طیفی از ورزش‌ها را در سطح بین‌المللی پوشش دهند، مانند کمیته بین‌المللی المپیک و کمیته بین‌المللی پارالمپیک. در مواردی دیگر این سازمان‌ها تنها یک ورزش خاص تحت حاکمیت خود قرار می‌دهند مانند فدارسیون بین‌المللی فوتبال و فدارسیون جهانی تکواندو. طیف دیگری از فدراسیون‌ها مسئولیت یک ورزش در یک کشور یا یک قاره را بر عهده دارند. کنفدراسیون فوتبال آسیا و فدراسیون آسیایی کاراته از این دست نهادهای منطقه‌ای محسوب می‌شوند.
فدراسیون‌های ورزشی بین‌المللی
فدراسیون‌های ورزشی بین‌المللی، سازماهای غیردولتی و غیرانتفاعی هستند یک ورزش خاص (یا گروهی از رشته‌های ورزشی مشابه، مانند ورزش‌های آبی یا اسکی را در بالاترین سطح مدیریت می‌کنند. این فدراسیون‌ها برای وضع قوانین مشترک، ترویج ورزش خود و سازماندهی مسابقات بین‌المللی تلاش می‌کنند.
فدراسیون‌های بین‌المللی برای ورزش‌هایی که در بازی‌های المپیک حضور ندارند، توسط سازمان‌های دیگر مانند انجمن جهانی فدراسیون‌های ورزشی بین‌المللی، مدیریت می‌شوند.
فدراسیون‌های بین‌المللی معمولاً دارای یک نهاد قانون‌گذاری و یک نهاد اجرایی هستند. نهاد قانونگذاری معمولاً با نام مجمع عمومی فدراسیون بین‌المللی شناخته می‌شود و مسئول تعیین سیاست‌های ورزشی آن است. این مجامع متشکل از تمام فدراسیون‌های ملی است که زیر نظر آن فدراسیون فعالیت می‌کنند. از سوی دیگر نهاد اجرایی فدراسیون که اغلب از آن به عنوان شورا یا کمیته اجرایی یاد می‌شود، متشکل از اعضای منتخب مجمع است و مسئولیت هدایت، مدیریت و نمایندگی فدراسیون خود را بر عهده دارد.
نهادهای حاکمیت ورزشی ملی
نهادهای حاکمیتی ملی همان اهداف یک فدراسیون بین‌المللی در محدوده یک کشور یا حتی بخشی از یک کشور را برعهده دارند. آنها از باشگاه‌های داخلی یک کشور حمایت می‌کنند و اغلب مسئول تیم‌های ملی کشور خود هستند. کمیته‌های ملی المپیک و کمیته‌های ملی پارالمپیک نمونه‌هایی از فدراسیون‌های ملی هستند. آن‌ها مسئولیت شرکت یک کشور در بازی‌های المپیک و بازی‌های پارالمپیک را بر عهده دارند. با این حال، یک نهاد حاکم ملی (NGB) به دلیل الزامات به رسمیت شناختن دولت می‌تواند با یک فدراسیون ملی متفاوت باشد. همچنین، نهادهای حاکمیتی ملی می‌توانند یک سازمان فوق‌العاده باشند که طیفی از سازمان‌های غیرمرتبط را که در یک ورزش خاص فعالیت می‌کنند، نمایندگی می‌کنند.

## در ایران
ورزش‌های زورخانه‌ای تنها رشته ورزشی ثبت شده در جهان است که فدراسیون آن در تهران قرار دارد. این فدراسیون در سال ۱۳۸۳ تأسیس شد و در حال حاضر ۵۷ عضویت دارند.